# Senna birostris
Wishllay (Senna birostris) es una planta que pertenece a la familia Fabaceae.

## Descripción
Es un arbusto que crece en pastizales secos que tiene flores amarillas y hojas compuestas paripinnadas como una pluma grande.

## Uso en medicina popular
Se utiliza como frotaciones para curar las enfermedades de la piel como el herpes.

## Nombres comunes
- Wishllaq, mutuy[2]